# Shahrukh Khan
Shah Rukh Khan (शाहरुख़ ख़ान en hindi; Nueva Delhi, 2 de noviembre de 1965; conocido por las siglas S. R. K.) es un actor de cine, productor y personalidad de televisión indio. Conocido en los medios de comunicación como «Badshah de Bollywood», «Rey de Bollywood» y «Rey Khan», ha aparecido en más de ochenta películas de Bollywood, y ha ganado numerosos premios que incluyen catorce Premios Filmfare. Por sus contribuciones al cine, el Gobierno de la India lo honró con el Premio Padma Shri. En términos de tamaño de audiencia y de ingresos es considerado uno de los actores de cine más exitosos de Bollywood, con un aún mayor éxito en su país natal, India.
Shahrukh Khan empezó su carrera con apariciones en varias series de televisión a finales de la década de 1980. Hizo su debut en Bollywood con Deewana en 1992. Al principio de su trayectoria era reconocido por interpretar papeles de villanos en las películas Darr (1993), Baazigar (1993) y Anjaam (1994). Luego saltó a la fama después de protagonizar una serie de cintas románticas, incluyendo Amor contra viento y marea (1995), Dil To Pagal Hai (1997), Algo sucede en mi corazón (1998) y Kabhi Khushi Kabhie Gham... (2001). Tuvo elogios de la crítica por su actuación de un alcohólico en Devdas (2002), un científico de la NASA en Swades (2004), un entrenador de hockey en Chak De! India (2007) y un hombre con síndrome de Asperger en Mi nombre es Khan (2010). Muchos de sus filmes muestran temas relacionados con la identidad nacional de India y conexiones con las comunidades de la diáspora, o diferencias e injusticias sexuales, raciales, sociales y religiosas.
Desde 2015, Shahrukh Khan es copresidente de la productora de películas Red Chillies Entertainment y sus filiales, además es copropietario de los equipos de cricket Kolkata Knight Riders de la Liga Premier de India y del Trinbago Knight Riders de la Caribbean Premier League. También es un frecuente presentador de televisión y anfitrión de ceremonias en entregas de premios. Los medios de comunicación a menudo lo etiquetan como «Brand SRK» debido a que patrocina a muchas empresas y a su espíritu empresarial. 
Los esfuerzos filantrópicos del actor se han enfocado en la atención médica y la ayuda en casos de desastres, y recibió el premio Pyramide con Marno de la UNESCO en 2011 por su apoyo a la educación de los niños y el Crystal Award en el Foro Económico Mundial en 2018 por su liderazgo en la defensa de los derechos de las mujeres y los niños de su país. Regularmente ingresa a listas de las personas más influyentes de la cultura india, y en 2008, Newsweek lo nombró como una de las cincuenta personas más poderosas en el mundo.

## Primeros años y familia

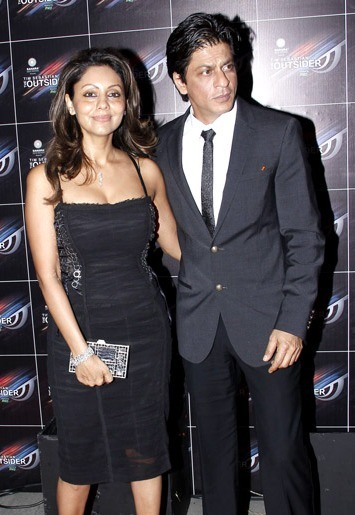
Shahrukh Khan con su esposa Gauri en una fiesta en 2012.

Shahrukh Khan nació en el seno de una familia musulmana el 2 de noviembre de 1965 en Nueva Delhi. Su abuelo materno, Ifthikar Ahmed, trabajó en los años 1960 como jefe de ingeniería en el puerto Mangalore, donde Shahrukh pasó sus primeros cinco años de vida. Por otra parte su abuelo paterno, Jan Muhammad, era de la etnia pastún de Afganistán, mientras que su padre, Meer Taj Mohammed Khan, era un activista por la independencia de India proveniente de Peshawar, afiliado al Congreso Nacional Indio. y seguidor de Khan Abdul Ghaffar Khan. Hasta 2010 su familia paterna seguía viviendo en el área de Shah Wali Qataal, Qissa Khawani Bazaar, en Peshawar. Tras la partición de la India, Meer se mudó a Nueva Delhi en 1948, y más de una década después, en 1959, contrajo matrimonio con Lateef Fatima, hija de un ingeniero que trabajaba para el gobierno hindú. Si bien Shahrukh se consideró a sí mismo como «medio hyderabadi (por su madre), medio pastún (padre), [y] algo de cachemir (abuela)», su primo Maqsood Ahmed desmintió que su abuelo fuese afgano y afirmó que la familia tenía un origen hindkowan.
Khan se crio en el barrio Rajendra Nagar de Nueva Delhi, donde tuvo una vida de clase media gracias a los ingresos de las numerosas empresas que tenía su padre, entre las cuales se incluía un restaurante. Asistió a la St. Columba's School, en el centro de Delhi, donde tuvo un rendimiento notable en sus estudios así como en la práctica de ciertos deportes como el hockey y el fútbol, además de hacerse acreedor al mayor reconocimiento de la escuela, la «espada de honor». Durante su juventud participó en obras de teatro y recibió buenas críticas especialmente por sus imitaciones de actores de Bollywood como Dilip Kumar, Amitabh Bachchan y Mumtaz. Cabe mencionar que una de sus amigas de la infancia y compañera fue Amrita Singh, que más tarde habría de consolidarse como actriz de Bollywood. Si bien Khan se matriculó en la Hansraj College (1985-1988) y obtuvo el grado de bachiller en economía, pasó una parte importante de su tiempo en el Theatre Action Group (TAG) de Delhi, donde estudió actuación bajo la tutoría del director de teatro Barry John. Poco después comenzó a estudiar en Jamia Millia Islamia con el afán de obtener una maestría en comunicación de masas, pero truncó esta iniciativa con tal de continuar su trayectoria en la actuación. En estos primeros años en Bollywood asistió a la National School of Drama en Delhi. Su padre murió de cáncer en 1980, y su madre en 1991 de complicaciones por diabetes. Debido a que su hermana mayor, Shahnaz Lalarukh, sufrió de depresión debido a la ausencia de sus padres, Khan decidió cuidarla y desde entonces vive con ella en Bombay.
Aunque su nombre de nacimiento es «Shahrukh Khan», él prefiere que aparezca escrito como «Shah Rukh Khan», razón por la que comúnmente los medios lo refieren con el acrónimo «SRK». El 25 de octubre de 1991 se casó, en una ceremonia tradicional hindú, con Gauri Chibber, una punyabí hindú con la que había mantenido un noviazgo de seis años. La pareja tiene tres hijos: Aryan (nacido en 1997), Suhana (n. 2000), y AbRam (n. 2013), este último por medio de un vientre de alquiler. Desde pequeños, tanto Aryan como Suhana expresaron interés en formar parte de la industria del entretenimiento; el primero estudia cine en la USC School of Cinematic Arts de California y aspira a convertirse en escritor-director, mientras que Suhana trabajó como asistente de director en la película Zero (2018) de Khan. Aunque Khan cree firmemente en el islam, también valora la religión de su esposa y esto se ve reflejado en sus hijos, que profesan ambas creencias.

## Carrera de actuación

### 1988-1992: Debut en la televisión y el cine
Si bien se considera que Khan tuvo su primer rol en la industria del entretenimiento en la serie televisiva Fauji, dirigida por Raj Kumar Kapoor y estrenada en 1989, en realidad su primer trabajo como actor ocurrió en la serie Dil Dariya, cuyo rodaje comenzó en 1988 a cargo del director Lekh Tandon. La trama de esta última intenta representar de manera realista el entrenamiento al que son sometidos los cadetes del ejército hindú. Su trayectoria en la televisión continuó con las series Circus (1989-1990), de Aziz Mirza; e Idiot (1991), de Mani Kaul. Para entonces había tenido ciertos papeles secundarios en otras producciones como Umeed (1989), Wagle Ki Duniya (1988-1990) e In Which Annie Gives It Those Ones (1989). Sus primeras actuaciones le llevaron a ser comparado con el actor de cine Dilip Kumar, aunque Khan consideraba que todavía no era lo suficientemente bueno como para participar en alguna producción cinematográfica.
Shahrukh Khan cambió su decisión de actuar en películas en abril de 1991, y lo citó como una manera de escapar al dolor por la muerte de su madre. Se mudó de Delhi a Bombay para conseguir una carrera de tiempo completo en Bollywood, y rápidamente firmó para cuatro filmes. Su primera oferta fue Dil Aashna Hai, la primera cinta dirigida por Hema Malini, que empezó su filmación en junio. Su debut en el cine fue con Deewana, que se estrenó en junio de 1992. En el largometraje interpreta al segundo esposo de Divya Bharti, mientras Rishi Kapoor hizo del primer marido de ella. La película se convirtió en un éxito de taquilla y lanzó la carrera del actor en Bollywood; por su actuación obtuvo el premio Filmfare al mejor debut masculino. Ese mismo año se publicaron otras cintas del artista como Chamatkar, Dil Aashna Hai y la comedia Raju Ban Gaya Gentleman, que fue la primera de muchas colaboraciones con la actriz Juhi Chawla. Sus papeles iniciales en el cine fueron de personajes que tenían energía y entusiasmo. Según Arnab Ray de Daily News and Analysis, Shahrukh Khan trajo un nuevo tipo de actuación cuando estaba «deslizándose por las escaleras en un bloque de hielo, dando volteretas, saltos mortales, con labios temblorosos, con los ojos temblando, llevando a la pantalla el tipo de energía física ... visceral, intenso, en un momento maníaco y al siguiente empalagosamente de aspecto juvenil».

### 1993-1994: Antihéroe
Entre sus estrenos de 1993, Shahrukh Khan obtuvo el reconocimiento por interpretar papeles de villanos en dos éxitos de taquilla: un amante obsesivo en Darr y un asesino en Baazigar. Darr marcó la primera de muchas colaboraciones del actor con el cineasta Yash Chopra y su compañía Yash Raj Films. Su tartamudeo y el uso de la frase «Te amo, K-k-k-Kiran» fueron populares entre la audiencia. Por la película recibió una nominación en los Premios Filmfare al mejor villano, pero perdió ante Paresh Rawal por Sir. En Baazigar, interpretó a un vengador con doble personalidad que asesina a su enamorada, algo que conmocionó al público indio al considerarlo una violación inesperada a la fórmula estándar de Bollywood. En The Cambridge Companion to Modern Indian Culture, Sonal Khullar llamó al personaje «el antihéroe consumado». Su actuación en Baazigar sería la primera de sus muchas apariciones con la actriz Kajol, y ganó su primer premio Filmfare al mejor actor. En 2003, la Encyclopedia of Hindi Cinema declaró que Shahrukh Khan «desafió a la imagen del héroe convencional en ambas películas y creó su propia versión del héroe revisionista». También en 1993, realizó una escena de desnudo con Deepa Sahi en Maya Memsaab, aunque algunas partes fueron censuradas por la Central Board of Film Certification. La controversia resultante le llevó a evitar este tipo de secuencias en futuros papeles.
En 1994, hizo de un músico perdidamente enamorado en la comedia dramática Kabhi Haan Kabhi Naa de Kundan Shah, donde compartió roles protagónicos con Deepak Tijori y Suchitra Krishnamurthy. Ese papel, que es su favorito, le valió un premio Filmfare de la crítica al mejor actor. En una revisión retrospectiva en 2004, Sukanya Verma de Rediff.com, consideró que era la mejor interpretación de Shahrukh Khan, al decir: «Él es espontáneo, vulnerable, infantil, travieso y actúa directamente del corazón». También ese mismo año, obtuvo un premio Filmfare al mejor villano por su rol de amante obsesivo en Anjaam, coprotagonizada por Madhuri Dixit y Deepak Tijori. En ese momento, trabajar en papeles antagónicos se consideraba riesgoso para la carrera de un actor principal en Bollywood. Ray posteriormente le dio créditos al artista por tomar «semejantes riesgos» y «pasarse de la raya» al elegir este tipo de personajes, a través de los cuales estableció su carrera. El director Mukul S. Anand le llamó por aquel entonces «la nueva cara de la industria».

### 1995-1998: Héroe romántico

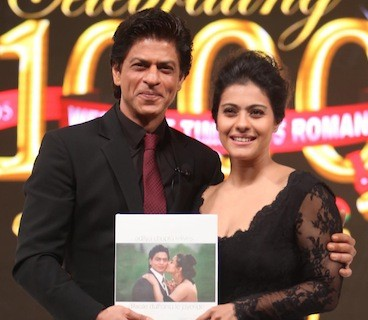
Shahrukh Khan y Kajol celebrando en 2014 las 1000 semanas consecutivas en cartelera de la película Amor contra viento y marea.

Shahrukh Khan protagonizó siete películas en 1995, el primero de los cuales fue el suspenso melodramático Karan Arjun de Rakesh Roshan. Coprotagonizada por Salman Khan y Kajol, se convirtió en la segunda película más taquillera del año en India. Su lanzamiento más importante de ese año fue la cinta romántica Amor contra viento y marea, que era el debut como director de Aditya Chopra, donde interpretó a un joven de la diáspora india que se enamora del personaje de Kajol durante un viaje a través de Europa. Si bien al principio se mostró reacio a retratar a un amante, este filme lo estableció como «héroe romántico». Elogiado por la crítica y el público, el largometraje se convirtió en la producción de Bollywood más taquillera del año en India y en el extranjero y según Box Office India fue un «éxito de taquilla de todos los tiempos», con unos ingresos de más de 1.22 mil millones INR (18 millones USD) en todo el mundo. Es la cinta con mayor tiempo en cartelera en la historia del cine de India; para principios de 2015, se seguía proyectando en el cine Maratha Mandir en Bombay después de más de 1000 semanas. El filme ganó diez Premios Filmfare, incluyendo el segundo premio de mejor actor para el artista. El director y crítico Raja Sen dijo: «Shahrukh Khan da una fabulosa interpretación y redefine al amante de la década de 1990 con gran estilo. Es interesante y frívolo, pero lo suficientemente sincero para atraer a la [audiencia]. La interpretación en sí es, como lo son las mejores de la industria, tan buena que no parece que esté actuando».
En 1996, los cuatro lanzamientos de Shahrukh Khan fracasaron en la crítica y comercialmente, pero al año siguiente, protagonizó junto a Juhi Chawla la comedia romántica Yes Boss de Aziz Mirza, y su trabajo le valió elogios y una nominación a un premio Filmfare al mejor actor. A finales de 1997, participó en el drama social sobre la diáspora Pardes de Subhash Ghai, donde retrató a Arjun, un músico que tiene un dilema moral. India Today citó a la película como una de las primeras grandes producciones de Bollywood en tener éxito en Estados Unidos. El último estreno del artista ese año fue una segunda colaboración con Yash Chopra en el musical romántico Dil To Pagal Hai, donde interpretó a Rahul, un director de escena atrapado en un triángulo amoroso entre Madhuri Dixit y Karisma Kapoor. El filme y su actuación recibieron elogios de la crítica, y ganó por tercera vez el premio Filmfare al mejor actor.
Protagonizó tres películas e hizo una aparición especial en 1998. En su primer lanzamiento del año, hizo un doble papel al lado de Juhi Chawla y Sonali Bendre en la comedia de acción Duplicate de Mahesh Bhatt, la primera de sus muchas colaboraciones con la productora Dharma Productions de Yash Johar. El filme no fue bien recibido, pero India Today alabó a Shahrukh Khan por su actuación energética. El mismo año, consiguió elogios de la crítica por su interpretación de un corresponsal de All India Radio que desarrolla una obsesión por una misteriosa terrorista (Manisha Koirala) en Dil Se.., la tercera entrega de la trilogía de películas de terror de Mani Ratnam. En su último estreno del año, hizo de un estudiante universitario en la cinta romántica Algo sucede en mi corazón de Karan Johar, en la que se vio involucrado en un triángulo amoroso junto con Kajol y Rani Mukerji. La escritora Anjana Motihar Chandra se refirió al largometraje como el mayor éxito de la década de 1990, un «popurrí de romance, comedia y entretenimiento». Ganó el premio al mejor actor en los premios Filmfare por segundo año consecutivo, aunque varios críticos consideraron que Kajol eclipsó a los demás.
Los papeles en esta fase de su carrera fueron comedias románticas y dramas familiares, debido a esto consiguió la adulación generalizada del público, particularmente de los adolescentes, y según la autora Anupama Chopra, se estableció como un icono romántico en India. Continuó sus asociaciones profesionales frecuentes con Yash Chopra, Aditya Chopra y Karan Johar, quienes moldearon su imagen y le convirtieron en una superestrella. A Shahrukh Khan se le destacó como un hombre romántico sin llegar a besar a ninguna de sus compañeras de reparto, aunque rompió esta regla en 2012 después de un pedido por Yash Chopra.

### 1999-2003: Retos de la carrera
El único lanzamiento de Shahrukh Khan en 1999 fue Baadshah, donde actuó junto a Twinkle Khanna. Aunque la película no cumplió las expectativas en la taquilla, le dio una nominación a los premios Filmfare al mejor papel cómico, pero perdió ante Govinda por Haseena Maan Jaayegi. Se convirtió en productor ese año al crear una productora, Dreamz Unlimited, junto con la actriz Juhi Chawla y el director Aziz Mirza. La primera producción de la compañía, Phir Bhi Dil Hai Hindustani (2000), que la protagonizaron él y Chawla, fue un fracaso comercial. La cinta se estrenó una semana después de Kaho Naa... Pyaar Hai, protagonizada por Hrithik Roshan, quien en ese entonces contaba con poca experiencia y que, de acuerdo con los críticos, eclipsó totalmente a Shahrukh Khan. Swapna Mitter de Rediff.com habló de los gestos previsibles del actor: «Francamente, ya es hora de innovar su actuación un poco». Debutó en el cine tamil con Hey Ram (2000), donde interpretó el papel de un arqueólogo Amjad Khan. Actuó gratis, ya que quería trabajar con Kamal Haasan. El largometraje se estrenó con gran éxito de crítica; sobre el artista, T. Krithika Reddy de The Hindu escribió: «Shahrukh Khan, como de costumbre, da una impecable actuación».
En 2001, Dreamz Unlimited, en un intento de regreso, hizo un estreno donde Shahrukh Khan retrató al personaje principal en el filme épico Aśoka de Santosh Sivan, que en parte era una narración idealista de la vida del emperador Aśoka. La película se proyectó en el Festival Internacional de Cine de Venecia y el Festival Internacional de Cine de Toronto de 2001 donde tuvo una buena aceptación, pero una pobre recaudación en la taquilla de India. Dado que las pérdidas continuaron en aumento para la productora, el actor se vio obligado a cerrar srkworld.com, una compañía que había iniciado junto con Dreamz Unlimited. En diciembre de 2001, sufrió una lesión en la columna mientras realizaba una secuencia de acción para una aparición especial en Shakti: The Power de Krishna Vamsi. Posteriormente se le diagnosticó una hernia discal, e intentó varias terapias alternativas. Ninguna de estas proporcionaron una solución permanente a la lesión, lo que le causó un dolor intenso durante la filmación de varias de sus cintas. A principios de 2003, su condición empeoró hasta el punto que tuvo que someterse a una discectomía cervical anterior y fusión en el Hospital Wellington de Londres. Volvió a los rodajes en junio de 2003, pero redujo su carga de trabajo y el número de papeles fílmicos aceptados anualmente.

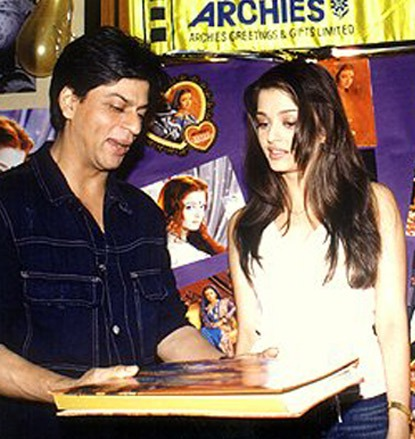
Shahrukh Khan con Aishwarya Rai en el lanzamiento de los formatos de vídeo de la película Devdas (2002).

Durante ese tiempo, sus éxitos incluyeron Mohabbatein (2000) de Aditya Chopra y el drama familiar Kabhi Khushi Kabhie Gham... (2001) de Karan Johar, trabajos que él citó como un punto de inflexión en su carrera. Ambas películas fueron coprotagonizadas por Amitabh Bachchan como una figura autoritaria y presentaron luchas ideológicas entre los dos hombres. Sus actuaciones en las cintas consiguieron un amplio reconocimiento del público y se le otorgó su segundo premio Filmfare de la crítica al mejor actor por Mohabbatein. Kabhi Khushi Kabhie Gham... se mantuvo como la producción india más taquillera de todos los tiempos en el mercado extranjero por los siguientes cinco años.
En 2002, interpretó a un rebelde alcohólico enamorado del personaje de Aishwarya Rai en la cinta romántica Devdas de Sanjay Leela Bhansali. Con un presupuesto de más de 500 millones INR (7.4 millones USD), fue la película más cara de Bollywood hecha hasta ese momento, sin embargo, recuperó su inversión, al recaudar 840 millones INR (12 millones USD) en todo el mundo. El filme obtuvo numerosos reconocimientos incluyendo diez premios Filmfare, con mejor actor para Shahrukh Khan y una nominación al BAFTA a la mejor película extranjera. Luego protagonizó Kal Ho Naa Ho (2003), una comedia dramática escrita por Karan Johar y filmada en Nueva York, que se convirtió en la segunda cinta más taquillera a nivel nacional y la más taquillera de Bollywood en los mercados internacionales de ese año. El elenco incluía a Jaya Bachchan, Saif Ali Khan, y Preity Zinta. El artista recibió elogios por parte de la prensa por su interpretación de Aman Mathur, un hombre con una enfermedad cardíaca mortal, los críticos aplaudieron su impacto emocional sobre el público. Estalló un conflicto entre el actor y los otros socios de Dreamz Unlimited por no permitir a Juhi Chawla ser parte del reparto en la producción Chalte Chalte (2003) de Aziz Mirza, y se separaron, a pesar del éxito de la película.

### 2004-2009: Resurgimiento
2004 fue un año exitoso para Shahrukh Khan en la crítica y comercialmente. Transformó Dreamz Unlimited en Red Chillies Entertainment y agregó a su esposa Gauri como productora. La primera producción de la compañía fue la comedia de acción Main Hoon Na de Farah Khan, su debut como directora, y donde el actor fue el protagonista. Se trata de un relato ficticio de las relaciones entre India y Pakistán, que algunos expertos en el tema vieron como un esfuerzo consciente para alejar la imagen estereotipada de Pakistán como el villano constante. Luego interpretó a un piloto de la Fuerza Aérea India que se enamora de una mujer paquistaní (Preity Zinta) en la película romántica Veer-Zaara de Yash Chopra, que se proyectó en el 55.º Festival Internacional de Cine de Berlín donde recibió elogios de la crítica. Fue la cinta con mayores ingresos de 2004 en India, con una recaudación de más de 940 millones INR (14 millones USD) y Main Hoon Na la segunda más taquillera con 680 millones INR (10 millones USD).

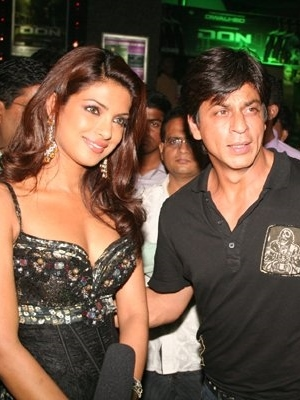
Shahrukh Khan con Priyanka Chopra en el estreno de Don en 2006.

En su último lanzamiento de 2004, Shahrukh Khan interpretó a un científico de la NASA que patrióticamente regresa a India para reavivar sus raíces en el drama social Swades (que significa «Patria») de Ashutosh Gowariker, que se convirtió en la primera película del país que se filmó en el interior del centro de investigación de la NASA en el Centro espacial John F. Kennedy en Florida. El filmólogo Stephen Teo se refirió a la cinta como un ejemplo de «realismo Bollywoodizado», que mostró que la narrativa convencional trascendió y superó las expectativas de la audiencia del cine hindi. Según informó un artículo de The Times of India publicado en diciembre de 2013, el actor vivió «experiencias emocionalmente abrumadoras» durante el rodaje y, por eso, nunca quiso ver la película, para que «ese sentimiento no se termine». Derek Elley de Variety encontró la interpretación del artista «inquietante» como «un expatriado satisfecho de sí mismo decidido a llevar los valores occidentales a los campesinos indios pobres», pero varios críticos de cine, incluyendo Jitesh Pillai, creyeron que había sido su mejor actuación hasta la fecha. Consiguió nominaciones para el premio Filmfare al mejor actor por sus tres interpretaciones de 2004 y, finalmente, ganó por Swades. Más tarde, Filmfare lo incluyó en la edición de 2010 de «Top 80 actuaciones icónicas» de Bollywood.
En 2005, protagonizó el drama de fantasía Paheli de Amol Palekar, que India presentó como competidor a mejor película extranjera en los 78.º Premios Óscar. Luego colaboró con Karan Johar por tercera vez en el musical de drama romántico Kabhi Alvida Naa Kehna (2006), ambientado en Nueva York y que cuenta la historia de dos personas infelizmente casadas que comienzan una relación extramatrimonial. La cinta contó con un reparto coral que incluyó a Amitabh Bachchan, Preity Zinta, Abhishek Bachchan, Rani Mukerji y Kirron Kher. La película se convirtió en la más taquillera de India en el mercado extranjero, recaudando más de 1.13 mil millones INR (17 millones USD) a nivel mundial. Por este papel y por el del largometraje de acción Don, una adaptación de la película de 1978 del mismo nombre, recibió nominaciones como mejor actor en los premios Filmfare, a pesar de que su actuación como el personaje principal en Don se comparó negativamente con la de Amitabh Bachchan en la cinta original.
| «Le han sucedido cosas tan grandiosas a un tipo tan normal como yo. Soy un don nadie que no debería haber sido capaz de hacer todo esto, pero lo he hecho. Les digo a todos que existe este mito para el que trabajo; existe este mito llamado Shahrukh Khan y yo soy su empleado. Tengo que estar a la altura de eso ... Lo haré, soy actor. Pero no puedo empezar creyendo en este mito».—Shahrukh Khan reflexionando en 2007 sobre su posición como estrella en la industria del cine hindi |

En 2007, interpretó a un jugador de hockey caído en desgracia que entrena a la selección femenina de hockey de India para la Copa Mundial en la película deportiva Chak De! India. Bhaichand Patel señaló que Shahrukh Khan, quien tenía un antecedente deportivo ya que jugaba para el equipo de hockey de su universidad, se representó esencialmente a sí mismo como un «cosmopolita, liberal, indio musulmán». A la cinta le fue bien en India como en el extranjero y la actuación de Khan, que ganó otro premio Filmfare al mejor actor, «no presenta ninguno de sus típicos "adornos" y sus particulares características», él representó a «un verdadero ser humano de carne y hueso», en palabras de Rajeev Masand de CNN-IBN. Filmfare incluyó su interpretación en la edición de 2010 de «Top 80 actuaciones icónicas». En el mismo año, protagonizó junto a Arjun Rampal, Deepika Padukone y Shreyas Talpade el melodrama Om Shanti Om de Farah Khan, donde interpretó a un extra de la década de 1970 que renace como una superestrella en los años 2000. La cinta se convirtió en la más taquillera del cine indio de 2007, tanto en el país como en el extranjero, mientras que Khan obtuvo su segunda nominación del año al mejor actor en los premios Filmfare por Om Shanti Om. Khalid Mohammed de Hindustan Times escribió: «la empresa pertenece a Shahrukh Khan, que aborda la comedia, el drama y la acción con su estilo, espontáneo e intuitivamente inteligente».
Shahrukh Khan colaboró por tercera vez con Aditya Chopra en el drama romántico Rab Ne Bana Di Jodi (2008) al lado de Anushka Sharma, en ese momento una actriz novata. Actuó como Surinder Sahni, un hombre tímido con baja autoestima, cuyo amor por su joven esposa de un matrimonio concertado (Sharma) le hace transformarse en Raj, un embravecido alter ego. Rachel Saltz de The New York Times creyó que el doble papel había sido «hecho a medida» para el actor, dándole la oportunidad de mostrar su talento, aunque Deep Contractor de Epilogue creía que mostró una mayor fortaleza en el rol de Surinder y debilidad en el papel de Raj debido a sus propensos monólogos. En diciembre de 2008, el artista sufrió una lesión en el hombro durante el rodaje de Dulha Mil Gaya de Mudassar Aziz. Se sometió a extensas sesiones de fisioterapia en el momento pero el dolor lo dejó casi inmóvil y tuvo una cirugía artroscópica en febrero de 2009. Tuvo una aparición especial ese mismo año en la película Billu, donde interpretó a Sahir Khan, una superestrella de Bollywood —una versión ficticia de sí mismo— en el que lleva a cabo presentaciones musicales con actrices como Kareena Kapoor, Priyanka Chopra y Deepika Padukone. Como jefe de la productora de películas, Red Chillies, hizo el cambio del título de Billu Barber a Billu después de que peluqueros de todo el país se quejaron de que la palabra «barber» (barbero) era despectiva. La compañía cubrió la palabra ofensiva en las vallas publicitarias que ya habían sido instaladas con el nombre original.

### 2010-2014:Mi nombre es Khany su expansión a la acción y comedia

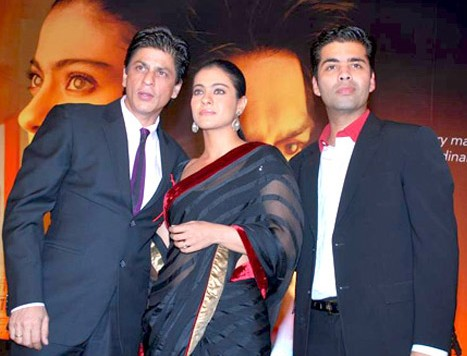
Shahrukh Khan con el director Karan Johar y Kajol en un evento para Mi nombre es Khan en 2010.

Después de rechazar el papel que posteriormente fue dado a Anil Kapoor en Slumdog Millionaire (2008) de Danny Boyle, comenzó a grabar Mi nombre es Khan (2010), su cuarta colaboración con el director Karan Johar y su sexta con Kajol. La película está basada en una historia real y sobre las percepciones del islam después de los ataques del 11 de septiembre. Actuó como Rizwan Khan, un musulmán que sufre de síndrome de Asperger que emprende un viaje a través de Estados Unidos para reunirse con el presidente del país, en un papel que Stephen Teo vio como un «símbolo de valores asertivos de la rasa» y otro ejemplo de que Shahrukh Khan representa a la diáspora india en el mundo en Bollywood. Para proporcionar una representación exacta de un paciente sin menosprecio, el actor pasó varios meses investigando su papel mediante la lectura de libros, viendo vídeos y hablando con personas afectadas por la condición. Tras su estreno, Mi nombre es Khan se convirtió en una de las cintas más taquilleras de todos los tiempos de Bollywood fuera de India, y el artista obtuvo su octavo premio Filmfare al mejor actor, igualando el récord de mayor cantidad de victorias en la categoría con el actor Dilip Kumar. Jay Wesissberg de Variety señaló cómo él retrató a una víctima del asperger con «ojos desviados, pasos elásticos, [y] repeticiones de tartamudeos de los textos memorizados», creyendo que había sido una «actuación destacada seguro de recibir la aprobación del sello de oro de la Sociedad de Autismo».
En 2011, protagonizó la película de ciencia ficción de superhéroes Ra.One de Anubhav Sinha junto con Arjun Rampal y Kareena Kapoor, su primer trabajo en este género que lo hizo por sus hijos. La cinta narra la historia de un diseñador de videojuegos que trabaja para una empresa con sede en Londres quien crea un personaje malvado que se escapa al mundo real. Fue descrita como la producción más cara de Bollywood; tuvo un presupuesto estimado de 1.25 mil millones INR (19 millones USD). A pesar de que los medios de comunicación presagiaban un fracaso comercial del filme, Ra.One fue un éxito financiero con unos ingresos de 2.4 mil millones INR (36 millones USD). El largometraje y el doble papel de Shahrukh Khan, recibió críticas mixtas; mientras que la mayoría de los críticos aplaudieron su actuación como superhéroe robótico G.One, criticaron su interpretación del diseñador de videojuegos Shekhar. El segundo lanzamiento de Khan de ese año fue Don 2, una secuela de Don (2006). Para prepararse para su rol, hizo mucho ejercicio y llevó a cabo la mayoría de las acrobacias de su personaje. Su actuación le valió reseñas positivas; Nikhat Kazmi de The Times of India dijo: «Shah Rukh se mantiene al mando y nunca pierde su punto de apoyo, ni a través de las secuencias dramáticas, ni a través de los cortes de acción». Fue la producción con mayor recaudación del año en el extranjero para un filme de Bollywood, que se proyectó en el 62.º Festival Internacional de Cine de Berlín.

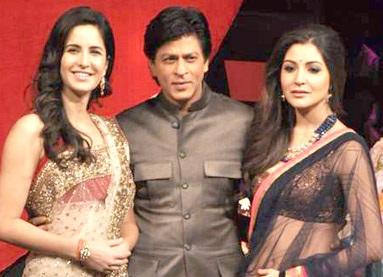
Shahrukh Khan con sus coprotagonistas de Te amaré hasta la muerte, Katrina Kaif (izquierda) y Anushka Sharma (derecha) durante un evento promocional en 2012.

El único estreno en 2012 fue la última película de Yash Chopra, el drama Te amaré hasta la muerte, donde se le vio una vez más en un papel romántico, lo protagonizó con Katrina Kaif y Anushka Sharma. CNN-IBN consideró en general la actuación de Shahrukh Khan como una de las mejores hasta la fecha, pero creyó que el primer beso en la pantalla de su carrera con Katrina Kaif, veinte años menor que él, era incómodo. Te amaré hasta la muerte se convirtió en una de las películas más taquilleras de todos los tiempos de Bollywood, tanto en India y el extranjero, estableciendo varios récords y recaudando más de 2.11 mil millones INR (31 millones USD) a nivel mundial. El filme se proyectó en el Festival Internacional de Cine de Marrakech 2012 en Marruecos, junto con Kabhi Khushi Kabhie Gham..., Veer-Zaara y Don 2. En los siguientes Zee Cine Awards, el actor realizó un homenaje al fallecido Yash Chopra junto con Kaif, Sharma y varias otras heroínas de Chopra.
En 2013, protagonizó la comedia de acción Una travesía de amor de Rohit Shetty para Red Chillies Entertainment, una película que le valió comentarios mixtos y una buena cantidad de críticas por la percepción de menosprecio de la cultura del sur de India, aunque la cinta incluyó un homenaje a la estrella de cine tamil Rajinikanth. El crítico Khalid Mohamed creía que Shahrukh Khan sobreactúo en el filme y lo criticó por la «rerepresentación de cada viejo truco en el libro de actuación». A pesar de las críticas, el largometraje batió récords de taquilla para las cintas en hindi, tanto en India como en el extranjero, superó a 3 Idiots que se convirtió brevemente en la película más taquillera de todos los tiempos de Bollywood con unos ingresos de más de 4 mil millones INR (59 millones USD) a nivel mundial. El 7 de marzo de 2013 —un día antes del Día Internacional de la Mujer— The Times of India informó que el actor había solicitado un nuevo convenio con el nombre de sus coprotagonistas para que aparezcan por encima de él en los créditos. Afirmó que las mujeres de su vida, incluyendo sus compañeros de reparto, han sido la razón de su éxito. En 2014, apareció en la comedia Feliz año nuevo de Farah Khan, su tercera colaboración con el director, donde participaron Deepika Padukone, Abhishek Bachchan y Boman Irani. Aunque su personaje unidimensional fue criticado, el filme se convirtió en un éxito comercial con una recaudación de 3.8 mil millones INR (57 millones USD) en todo el mundo.

### 2015-presente: Altibajos profesionales
Apareció junto a Kajol, Varun Dhawan y Kriti Sanon en la comedia dramática Pasión del corazón (2015) de Rohit Shetty. La película obtuvo críticas negativas, aunque económicamente fue rentable con unos ingresos de 3.94 mil millones INR (59 millones USD). Namrata Joshi de The Hindu comentó: «Con Pasión del corazón, Rohit Shetty va a fallar irremediablemente a pesar de que tenía a su disposición, un elenco y un productor lleno de energía». Joshi también consideró que el intento de volver a empaquetar a Shahrukh Khan y Kajol había fracasado. Luego hizo un doble papel como una superestrella y su admirador doppelgänger en el suspenso Fan (2016) de Maneesh Sharma. Peter Bradshaw de The Guardian consideró que la cinta es «agotadora, extraña, sin embargo, pasable» y creía que el actor fue acertadamente «espeluznante» como el obsesivo fanático. La cinta no rindió bien en la taquilla, y periodistas especializados atribuyeron este fracaso a la falta de conformidad del filme a la fórmula general. Más tarde ese año, interpretó a un terapeuta que ayuda a una aspirante a cineasta (interpretada por Alia Bhatt) en el largometraje de coming-of-age Dear Zindagi de Gauri Shinde.
En la película Raees (2017) un drama policíaco de Rahul Dholakia, asumió el rol del antihéroe principal —un contrabandista convertido en mafioso en la década de 1980 en Gujarat—. En una típica reseña mixta, Pratim D. Gupta de The Telegraph mencionó que la actuación de Shahrukh Khan fue «inconsistente, intensa y a veces llena de poder, pero a menudo se salía de su personaje en su mezcla habitual de gestos comunes». Comercialmente, la cinta tuvo un éxito modesto, ganó alrededor de 3.08 mil millones INR (45 millones USD) en todo el mundo. Regresó al género romántico con el papel de un guía turístico que se enamora de una viajera (interpretada por Anushka Sharma) en Jab Harry Met Sejal (2017) de Imtiaz Ali. En el periódico Mint, Uday Bhatia criticó la unión de la pareja debido a que el actor es 22 años mayor que ella, escribió que Shahrukh Khan había realizado «gestos similares de amor hace décadas a actrices de su edad». El filme terminó siendo un total fracaso en taquilla. Se volvió a juntar con Sharma y Katrina Kaif en la comedia dramática Zero (2018) de Aanand L Rai, en la que interpretó a Bauua Singh, un enano involucrado en un triángulo amoroso. El largometraje recibió críticas mixtas con elogios dirigidos a la actuación del artista. En Hindustan Times, Raja Sen ensalzó su «actuación dominante y su tremenda energía» y Anna M. M. Vetticad de Firstpost lo calificó como «excelente encaje» porque su papel le permitió sacar su «personalidad naturalmente enérgica, su cómica sincronización y encanto». Aunque comercialmente no le fue bien. Según un informe de Box Office India, el estrellato de Shahrukh Khan se vio afectado por el hecho de que sus películas no tuvieron éxito.
En 2023 protagonizó la película de acción Pathaan con Deepika Padukone y John Abraham. La película se convirtió en la segunda película india más taquillera de 2023, la tercera película hindi más taquillera de todos los tiempos y la sexta película india más taquillera de todos los tiempos.

## Otros trabajos

### Productor de cine y presentador de televisión

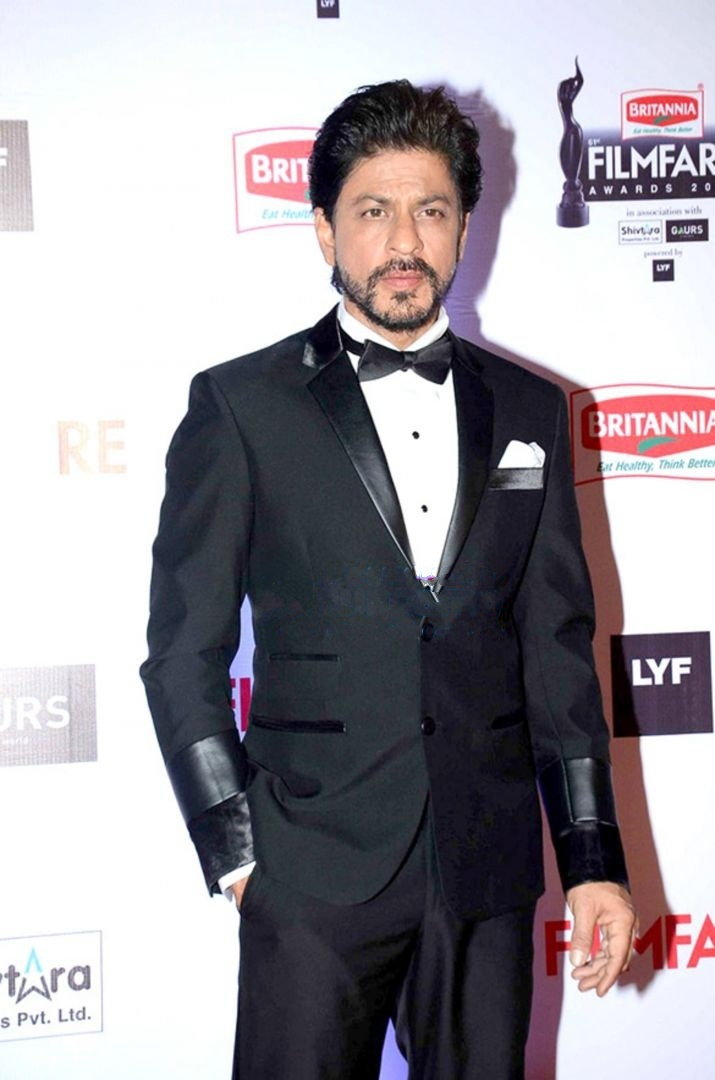
Shahrukh Khan en los 61.° Premios Filmfare donde fue el presentador.

Shahrukh Khan coprodujo tres películas entre 1999 y 2003 como miembro fundador de la productora Dreamz Unlimited. Después que la asociación se disolvió, el actor y Gauri reestructuraron la empresa como Red Chillies Entertainment, que incluye las divisiones que se ocupan de la producción de cine y televisión, efectos visuales y la publicidad. Hasta 2015, la compañía había producido o coproducido al menos nueve filmes. La pareja por lo general aparece en los créditos de las producciones, y el artista ha participado en la mayoría de cintas, ya sea en el papel principal, o en una aparición especial. Estuvo involucrado en varios aspectos de la realización de Ra.One (2011). Aparte de la actuación, produjo el largometraje, se ofreció para escribir el guion del juego de consola, lo dobló, supervisó su desarrollo técnico y escribió los cómics digitales basado en los personajes de la película. Ocasionalmente ha hecho playback en sus cintas. En Josh (2000) cantó la canción popular «Apun Bola Tu Meri Laila». También lo hizo en Don (2006) y Te amaré hasta la muerte (2012). Para Always Kabhi Kabhi (2011), la cual fue producida por Red Chillies, participó en la composición lírica.
Además de sus primeras apariciones en series de televisión, Shahrukh Khan ha sido el anfitrión de varias ceremonias de premiación, incluyendo los premios Filmfare, Zee Cine, y Screen. En 2007, reemplazó a Amitabh Bachchan por una temporada como el presentador de Kaun Banega Crorepati, la versión india de Who Wants to Be a Millionaire?, y un año más tarde, comenzó a conducir Kya Aap Paanchvi Pass Se Tez Hain?, la versión india de Are You Smarter Than a 5th Grader?. En 2011, regresó a la televisión, apareciendo en Zor Ka Jhatka: Total Wipeout de Imagine TV, la versión india de Wipeout; las escenas con el actor se rodaron en Yash Raj Studios en Bombay. Contrariamente a sus trabajos anteriores como conductor de televisión, Zor Ka Jhatka: Total Wipeout tuvo baja audiencia. Se emitió por solamente una temporada y se convirtió en el programa con menor audiencia presentado por una estrella de Bollywood. En 2017, empezó a presentar TED Talks India Nayi Soch, un programa de entrevistas producido por TED Conferences, LLC que se transmitió por STAR Plus.

### Presentaciones en el escenario
Shahrukh Khan participó en varias giras mundiales y conciertos. En 1997, se presentó en el Moments in Time concert de Asha Bhosle en Malasia y regresó al año siguiente para actuar con Karisma Kapoor en el Shahrukh-Karisma: Live in Malaysia concert. El mismo año, estuvo en la gira mundial The Awesome Foursome con recitales en el Reino Unido, Canadá y Estados Unidos junto con Juhi Chawla, Akshay Kumar y Kajol, y se reanudó la gira en Malasia al año siguiente. En 2002, el actor con Amitabh Bachchan, Aamir Khan, Preity Zinta, y Aishwarya Rai se presentaron en el concierto From India With Love en Old Trafford de Mánchester y Hyde Park de Londres; el evento contó con la asistencia de más de 100 000 personas. Se presentó con Rani Mukherji, Arjun Rampal y Ishaa Koppikar en un recital de 2010 en el Army Stadium en Daca, Bangladés. Un año después acompañó a Shahid Kapoor y Priyanka Chopra en el Friendship Concert, la celebración por los 150 años de amistad entre India y Sudáfrica en Durban, Sudáfrica.
Comenzó una asociación con la serie «Temptations» para cantar, bailar y realizar obras de teatro al lado de Arjun Rampal, Priyanka Chopra y otros artistas de Bollywood en Temptations 2004, un espectáculo que recorrió 22 locales en el mundo. El recital se presentó ante 15 000 espectadores en el Festival City Arena de Dubái. En 2008, Shahrukh Khan armó Temptation Reloaded, una serie de conciertos que recorrió varios países, incluyendo Holanda. Otra gira se llevó a cabo con Bipasha Basu y otros actores en 2012 en Yakarta, y una más en 2013 con funciones en Auckland, Perth y Sídney. En 2014, presentó el SLAM! The Tour en Estados Unidos, Canadá y Londres, y también fue el anfitrión de un espectáculo en vivo en India, Got Talent World Stage Live.

### Patrocinios

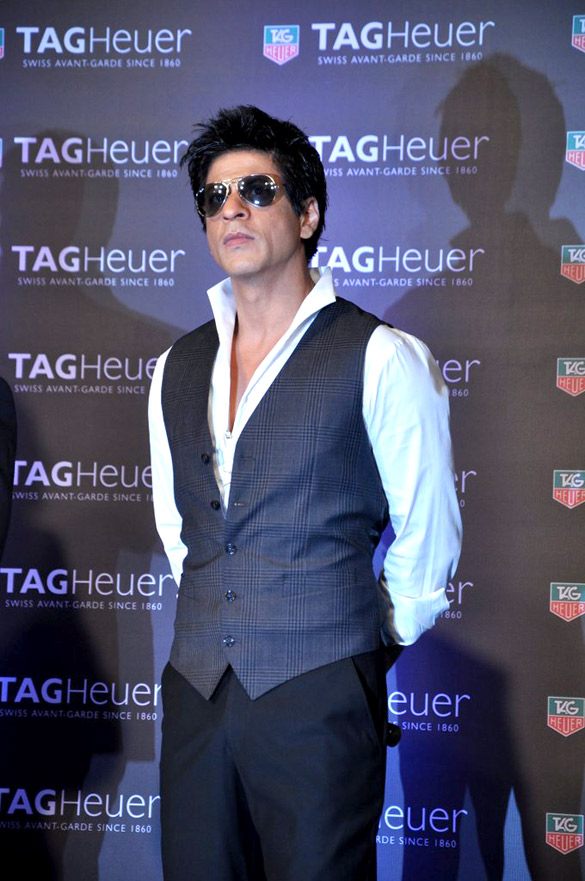
Shahrukh Khan en una conferencia de prensa de TAG Heuer, promocionando la Carrera Monaco GP en 2012.

Se hace referencia a Shahrukh Khan como «Brand SRK» en los medios debido a sus promociones de marcas y su espíritu empresarial. Los patrocinios a celebridades en India comenzaron a finales de la década de 1980. El primer anuncio publicitario del actor fue con Liberty Shoes en 1988. También trabajó para Brahmaputra Tea en 1993. Desde 1999, la carrera del artista en la publicidad televisiva aumentó significativamente. Es uno de los actores mejores pagados de Bollywood y una de las estrellas con mayor aparición en avisos televisivos, con una participación de hasta el 6 % en anuncios publicitarios. En una encuesta realizada en 2008 por AdEx India ocupó el primer lugar de la lista de embajadores de marca de alto perfil, un año en el que promovió a 39 marcas—la mayoría de las celebridades eran de la televisión india. En 2007, Anupama Chopra dijo que Shahrukh Khan era una «celebridad siempre presente» con dos o tres películas al año, en constantes anuncios de televisión, impresos y vallas publicitarias gigantes que bordean las calles de las ciudades indias.
Shahrukh Khan ha patrocinó a marcas como Pepsi, Nokia, Hyundai, Dish TV, D'decor, LUX y TAG Heuer. Ha sido nombrado «Embajador de la marca del año» en varias ceremonias de premios empresariales. En 2005, lanzó su propio perfume llamado «Tiger Eyes by SRK», que es fabricado por la marca de perfume francés Jeanne Arthes. También participó como embajador de la marca para representar ligas deportivas, centros turísticos y estados de India. Representó a la Force India, la escudería que representa a India en la Fórmula 1 en los campeonatos de carreras en 2007, al teatro Kingdom of Dreams en 2010, la competencia anual internacional de cricket Champions League Twenty20 en 2011, el estado de Bengala Occidental en 2011 y el complejo de cine Prayag Film City en Chandrakona, Bengala Occidental en 2012.
En 2012, The Times of India especuló que el valor de marca de Shahrukh Khan había disminuido debido a su condición de superestrella envejecida. Señalaron que Pepsi lo había reemplazado por una estrella joven como Ranbir Kapoor en 2009, entre otras razones. Sin embargo, un año después todavía estaba entre las celebridades con más patrocinadores. La edición india de Forbes lo nombró «Shah Rukh Inc» y declaró que era la marca más grande de India. En 2014, The Times of India informó que el artista duplicó sus honorarios con una marca de pan masala después que otro actor rechazó la primera propuesta. Con 200 millones INR (3 millones USD), esta fue una de las ofertas más lucrativas para un actor de Bollywood en la historia.
Desde 2015, Shahrukh Khan promociona el supermercado en línea BigBasket. En 2016, el Departamento de Marketing de Turismo y Comercio (Turismo de Dubái) junto con el actor realizaron una campaña que duró un año destinada en atraer a sus fanáticos de todo el mundo, dándoles la oportunidad de explorar la ciudad de Dubái con sus muchas ofertas.

### Propietario de equipos de cricket

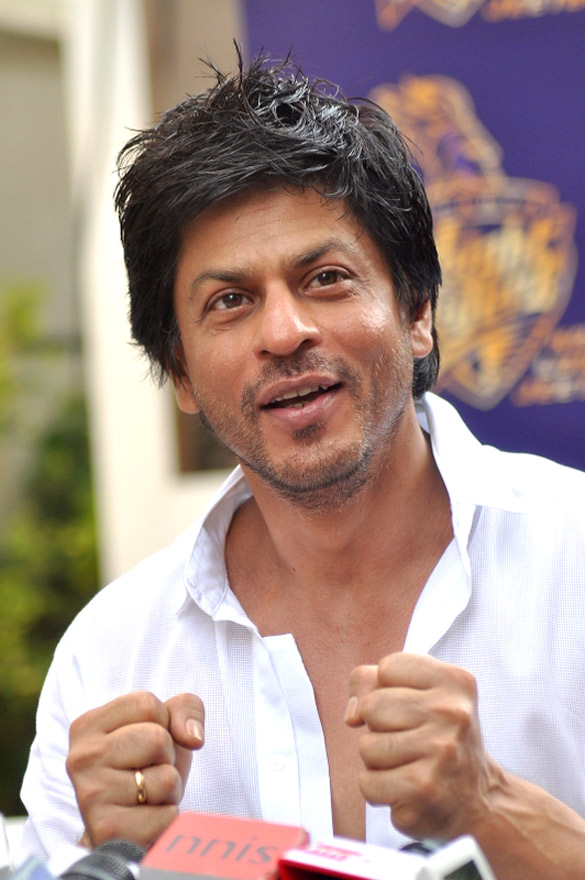
Shahrukh Khan en un evento promocional para Kolkata Knight Riders en 2012.

En 2008, Shahrukh Khan, en asociación con Juhi Chawla y su esposo Jay Mehta, adquirieron los derechos de propiedad para que un equipo represente a Calcuta en el torneo de críquet Twenty20 de la Liga Premier de India (IPL) por 75.09 millones USD, y nombró al equipo Kolkata Knight Riders (KKR). Desde 2009, KKR era uno de los equipos más ricos de la IPL, con un valor de la marca de 42.1 millones USD. El equipo mostró un pobre rendimiento en el campo durante los tres primeros años. Su juego mejoró con el tiempo, y se convirtieron en los campeones en 2012 y 2014. Los Knight Riders tienen el récord de la racha ganadora más larga de cualquier equipo indio en T20s (14).
Shahrukh Khan presentó junto a Sunidhi Chauhan y Shriya Saran la ceremonia de apertura de la temporada 2011, donde ellos bailaron canciones en tamil. Apareció otra vez en 2013 al lado de Katrina Kaif, Deepika Padukone y Pitbull. En mayo de 2012, la Mumbai Cricket Association (MCA) le prohibió el ingreso al Estadio Wankhede por cinco años por insultar a los guardias de seguridad y oficiales después de un partido entre KKR y Mumbai Indians. Sin embargo, el actor declaró que reaccionó solo después de que los niños, incluida su hija, fueron «maltratados» por el personal del recinto y que los oficiales estuvieron extremadamente agresivos en su comportamiento, que recibió comentarios indecentes. Más tarde, autoridades de la MCA lo acusaron de estar borracho, de golpear a un guardia y de insultar a una mujer que apoyaba a los Mumbai Indians después del partido en su versión de la historia, la estrella negó todo y acusó de difamación y de ganar publicidad por su imagen. El guardia de Wankhede luego contradijo la afirmación de los funcionarios de MCA y dijo que «el actor no lo tocó». Más tarde el artista se disculpó con sus seguidores después de que su equipo ganó el partido al final. La MCA revocó la prohibición en 2015 y en 2016, la policía de Bombay informó que no se cometió ningún «delito reconocible» contra Shahrukh Khan y que llegaron a la conclusión de que no estuvo borracho y no usó lenguaje soez antes que los menores en el Estadio Wankhede en 2012.
Siguiendo sus planes de expansión, en 2015 Shahrukh Khan junto con los otros accionistas de KKR, Juhi Chawla y Jay Mehta, compraron los derechos para tener un equipo en la Caribbean Premier League, Trinidad & Tobago Red Steel. Fue la primera vez que un club de la IPL invirtió en una liga de cricket Twenty20 fuera de India. Al año siguiente, cambiaron el nombre del conjunto a Trinbago Knight Riders y se pusieron a cargo de todas la operaciones. Una de las razones para la adquisición de un equipo en Trinidad y Tobago se debió a que la diáspora india es la más numerosa del país.

## Causas humanitarias

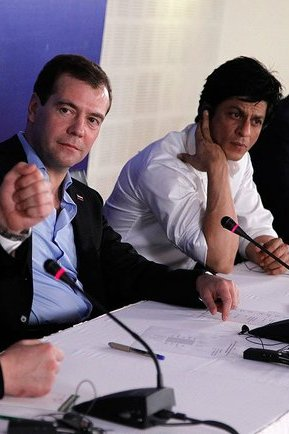
Shahrukh Khan con Dmitri Medvédev, presidente de Rusia, durante la visita de este último a India en 2010.

Shahrukh Khan ha sido embajador de varias campañas gubernamentales, incluyendo Pulse Polio y National AIDS Control Organisation. Es miembro del consejo de directores de Make-A-Wish Foundation en India, y en 2011 fue designado por UNOPS como el primer embajador global del Water Supply and Sanitation Collaborative Council. El actor le dijo a The Guardian que trata de mantener su obra de caridad en secreto a causa de sus creencias religiosas. En 2009, cuando se supo la noticia de que se había comprometido a asumir todos los gastos para el tratamiento de dos niños huérfanos de Cachemira quienes sufrieron quemaduras graves durante un ataque terrorista en Srinagar, se reveló que había sido el donador anónimo del Nanavati Hospital en Vile Parle por nueve años.
Se presentó en conciertos benéficos incluyendo el Help Telethon Concert para recaudar dinero para las víctimas del terremoto del océano Índico de 2004. Junto con Rani Mukerji y el director Karan Johar donaron 11.5 millones INR (170 000 USD) para el Fondo de Ayuda para las zonas afectadas por el tsunami en India ante la presencia del primer ministro Manmohan Singh. Shahrukh Khan organizó y participó en Temptations 2005 en Nueva Delhi, que recaudó fondos para el National Centre For Promotional of Employment for Disabled People un grupo que defiende los derechos de los discapacitados. Al lado de otras estrellas de Bollywood se presentó en el concierto Rock on For Humanity, que recaudó más de 30 millones INR (450 000 USD) para ayudar a los niños afectados por la inundación en Bihar de 2008.
Shahrukh Khan se ha comprometido a promover la educación infantil en India. Ha grabado una serie de anuncios de servicio público en la defensa de una buena salud, la inmunización infantil y una nutrición adecuada, y junto con el Ministerio de Salud de India y UNICEF se unieron en una campaña de vacunación para los niños en todo el país. En 2011 con Amitabh Bachchan y Judi Dench promocionaron la fundación Resul Pookutty que trabaja para mejorar las condiciones de vida de las personas de escasos recursos en India. El mismo año, recibió el premio Pyramide con Marni de UNESCO por su compromiso de caridad para proporcionar educación a los niños, convirtiéndose en el primer indio que ha ganado ese reconocimiento. Durante sus múltiples apariciones en la NDTV Greenathon, adoptó hasta doce pueblos para proveer de electricidad como parte de la iniciativa del proyecto de aprovechamiento de la energía solar Light A Billion Lives.
Es el fundador de la fundación sin fines de lucro Meer Foundation, que brinda apoyo a las mujeres víctimas de ataques con ácido y lesiones graves por quemaduras a través de tratamiento médico, asistencia legal, capacitación vocacional, rehabilitación y apoyo para la subsistencia. También ha sido responsable de la creación de salas especializadas en hospitales infantiles y ha apoyado a los centros de cuidado de niños con alojamiento gratuito para que reciben tratamiento contra el cáncer. Por las mismas causas, fue honrado en la ceremonia de los 24° Annual Crystal Awards que se celebró el 22 de enero de 2018, al inicio de la 48° Reunión Anual del Foro Económico Mundial.
En abril de 2020, Shahrukh Khan anunció una serie de iniciativas para ayudar a la India y a los gobiernos estatales de Maharashtra, Bengala Occidental y Delhi en su lucha contra la pandemia de coronavirus 2019-2020, con alimento para las víctimas y ropas de protección para los médicos. También ofreció sus oficinas de cuatro pisos como refugio durante la cuarentena.

## Popularidad y riqueza

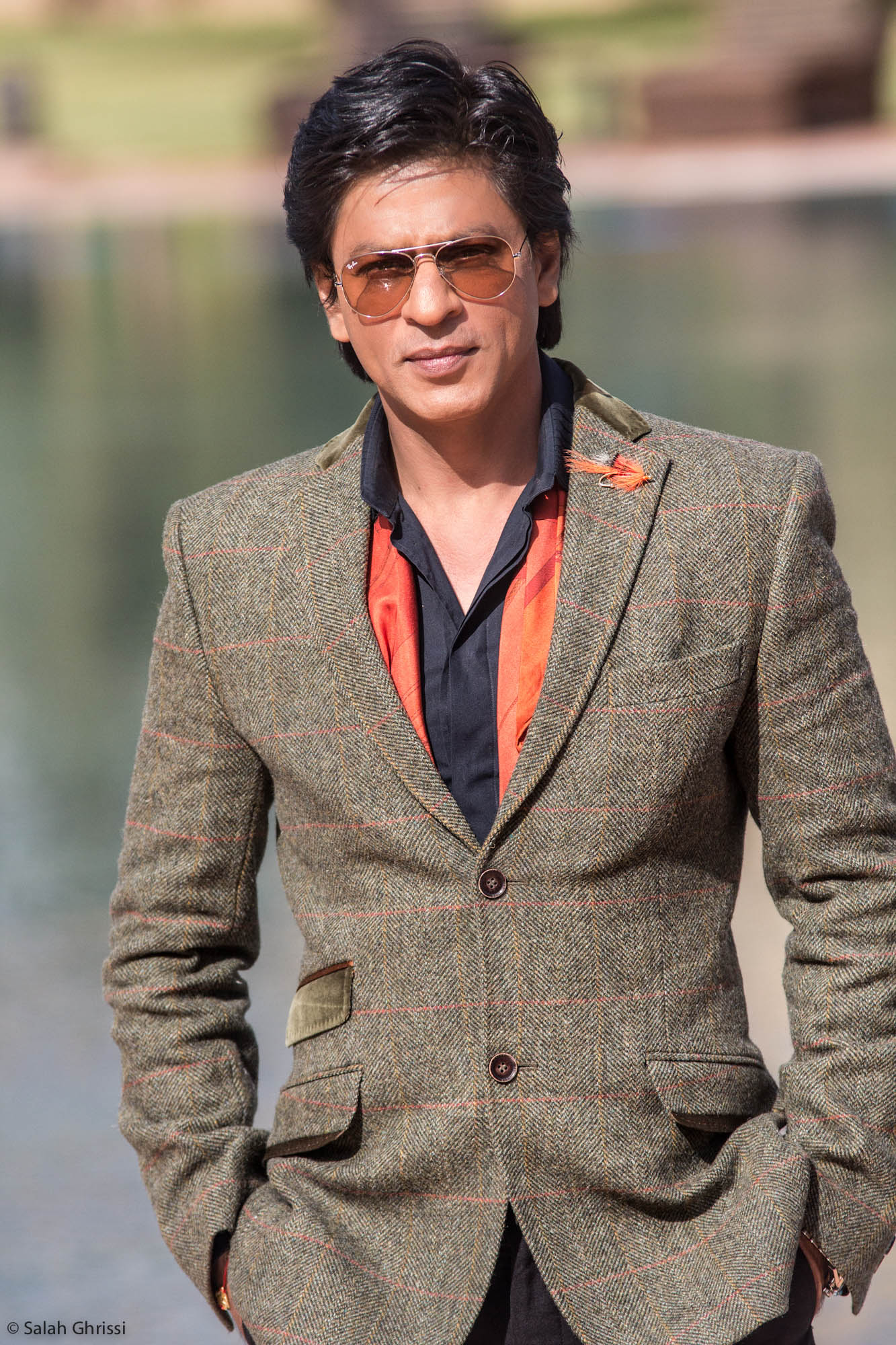
Shahrukh Khan en el Festival Internacional de Cine de Marrakech en 2012.

Shahrukh Khan es considerado una de las más grandes estrellas de cine en el mundo y se lo conoce en los medios como «Baadshah de Bollywood», «Rey de Bollywood» y «Rey Khan». En 2011, Steven Zeitchik de Los Angeles Times afirmó que es «la mayor estrella de cine que nunca has oído hablar...Y tal vez es la mayor estrella de cine del mundo, punto» y en medios internacionales le han nombrado la estrella de cine más importante del mundo. Su popularidad en India se atribuyó a su aparición durante la globalización y el crecimiento económico del país durante la década de 1990, cuando fue capaz de personificar al hombre de la nueva India. Su popularidad va más allá de India; desde 1989 hasta 2003, protagonizó siete de las diez mejores películas en hindi filmadas en el Reino Unido.
De acuerdo con una encuesta de popularidad, 3.2 mil millones de personas alrededor del mundo conocen a Shahrukh Khan, más que a Tom Cruise.
Shahrukh Khan es objeto de acoso por sus admiradores, con una base de fanáticos estimada en más de mil millones. En las calles de India, carteles del actor se venden junto a las de deidades religiosas y santuarios se han construido en su honor. Los aficionados han cambiado su nombre para que coincida con los del artista, le han enviado cartas escritas en sangre y esperan afuera de su casa con la esperanza de verlo. En agosto de 2009 se le detuvo en el aeropuerto de Newark, Nueva Jersey cuando un nombre similar al suyo «apareció en la computadora». Cuando fue llevado a una sala de interrogatorios, algunos oficiales y otros detenidos lo reconocieron y le pidieron autógrafos.
Shahrukh Khan es una de las celebridades más ricas y poderosas en India. En 2009, su patrimonio neto se estimó en más de 540 millones USD. En 2013, según Hurun Report, se ubicó en la posición número 114 en una lista de los indios más ricos, con bienes personales de más de 400 millones USD. En 2014, la firma Wealth X lo colocó segundo en su lista de los actores más ricos del mundo (solo por detrás de Jerry Seinfeld), con un valor neto estimado de 600 millones USD. Fue el único actor de Bollywood que figuró en la lista. Alcanzó el primer lugar en la lista de actores más taquilleros de India en 1994, y repitió la hazaña en 1995 y 1998, y desde 2002 a 2008. Por su trabajo en los años 2000, FICCI lo consideró uno de los diez «Artistas más poderosos de la década». En 2008, Newsweek lo nombró como una de las cincuenta personas más poderosas en el mundo. Lideró la «Lista de 100 Celebridades» de India de Forbes en 2012, 2013 y 2015, una lista basada en los ingresos y la popularidad de las celebridades indias. Posee varias propiedades en la India y en el extranjero. Mannat, su residencia en Bombay, es un lugar turístico y un edificio histórico considerado importante en el paisaje urbano y, por lo tanto, exento de demolición. Es dueño de una casa en Nueva Delhi, un apartamento en Londres de 20 millones GBP y una villa en la Palma Jumeirah en Dubái de 178 millones INR (2.6 millones USD).

## Imagen pública
Su nombre de nacimiento es Shahrukh Khan, pero prefiere que sea escrito como Shah Rukh Khan, y se le conoce comúnmente por las siglas SRK. Es bien conocido por su dedicación a su trabajo y su capacidad para comprometerse en gran medida a cada papel. El director Aziz Mirza lo describió como un actor natural que tiene «una crudeza en él» y «atrae a la gente, incluso cuando él estaba solamente con amigos». A pesar de la adulación, a menudo ha sido criticado por su falta de sutileza en sus actuaciones. En el libro Everybody Wants a Hit: 10 Mantras of Success in Bollywood Cinema, el escritor Derek Bose escribió sobre los inicios del actor: «El chiste en ese entonces era que Shahrukh Khan no hacía más de cinco expresiones cuando actuaba, pero con astucia y haciendo malabares película tras película, se convirtió en una superestrella». Actores rivales lo han acusado públicamente de sobreactuación.
La percepción del encasillamiento de Shahrukh Khan en papeles románticos ha reunido reacciones polarizadas de la crítica; el escritor Arnab Ray escribió que el actor «quedó atrapado en la imagen del amante convencional de chico romántico, continúa ensayando, a través de los años, una serie de papeles que se parecen abrumadoramente». Aseem Chhabra de Rediff.com dijo que «interpreta al hombre romántico con tal energía y al estilo del viejo mundo que es un placer ver, ¡ya que corteja los corazones de sus coprotagonistas y su audiencia!».
La personalidad no tan varonil de Shahrukh Khan, y los estrechos vínculos con el director Karan Johar, han dado lugar a rumores persistentes en los medios de comunicación sobre su sexualidad, lo que ha hecho una relación difícil con las revistas de farándula. En cualquier caso, la prensa ha honrado muchas veces al artista, y es uno de los actores de cine más famosos de India. En abril de 2012, recibió un aviso de la policía de Rajasthan luego de ser captado por una cámara cuando fumaba en un lugar público durante un partido entre KKR y Rajasthan Royals.
Una encuesta de 2007 realizada por la revista Eastern Eye nombró a Shahrukh Khan el asiático más sexy; ocupó el tercer lugar en las encuestas de la misma revista en 2008 y 2011. Apareció regularmente entre los primeros diez puestos de la lista de los 50 hombres más deseados de India de The Times of India. Los medios han dicho que sus hoyuelos son una de sus características físicas distintivas. También logró el reconocimiento como un icono de la moda en India. En 2011, la edición británica de la revista GQ lo destacó como uno de los hombres mejor vestidos del mundo. Al año siguiente, la edición india de GQ incluyó al actor en su lista de 11 hombres mejor vestidos de Bollywood. En 2009, modeló tanto en la Semana de la moda Lakme y la India Couture Fashion Week.

## En otros medios

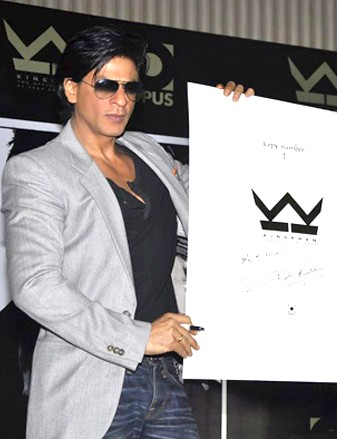
Shahrukh Khan durante la presentación de su Opus oficial, en 2011.

La popularidad de Shahrukh Khan ha sido documentada en varias películas de no ficción. En 2005, Nasreen Munni Kabir produjo y dirigió un documental de dos partes titulado The Inner and Outer World of Shahrukh Khan. El largometraje incluyó la gira de conciertos Temptations 2004 y contrastó al actor con su vida familiar y la diaria con el mundo exterior en su trabajo. También participó en la cinta danesa Larger Than Life (2003) y el filme alemán Shah Rukh Khan: In Love with Germany (2008). En 2010, el canal Discovery Travel & Living produjo una miniserie de diez capítulos llamada Living with a Superstar—Shah Rukh Khan. El mismo año, Discovery Channel transmitió un especial de televisión titulado Revealed: Shah Rukh Khan, en el que antropólogos sociales, cineastas, académicos, críticos y comentaristas de estilo de vida analizaron el impacto de la imagen del artista en la India y en el extranjero. El actor y director Makarand Deshpande dirigió un largometraje llamado Shahrukh Bola "Khoobsurat Hai Tu" (2010), que se centra alrededor de una obsesiva fanática de Shahrukh Khan.
En 2005, participó una serie de pinturas de la artista india Anjana Kuthiala. Muy inspirado por las obras de M. F. Husain de la actriz Madhuri Dixit, Kuthiala eligió al actor para ser su musa y tema de sus colecciones. Shahrukh Khan y Priyanka Chopra, Kajol y Hrithik Roshan tuvieron sus retratos en una serie de muñecas en miniatura para Hasbro y Bollywood Legends Corporation, con sede en el Reino Unido. En 2007, se convirtió en el tercer actor indio en tener su estatua de cera instalada en el Museo Madame Tussauds, después de Aishwarya Rai y Amitabh Bachchan. Versiones adicionales de la escultura se instalaron en los Museos Madame Tussauds en Los Ángeles, Hong Kong, Nueva York y Washington.
Se publicaron varios libros sobre Shahrukh Khan: Still Reading Khan, por Mushtaq Sheikh describe la vida de la familia del artista y cuenta con fotografías raras. El libro se relanzó en una segunda edición con el título de Shah Rukh Can. Anupama Chopra publicó una biografía del actor llamado King of Bollywood: Shahrukh Khan and the Seductive World of Indian Cinema, que contrasta la historia detrás de la industria del cine indio. Deepa Gahlot lanzó SRK: King Khan, que cuenta con un análisis de la vida y la carrera de la estrella. En 2012, se convirtió en el primer actor y el segundo ciudadano indio después de Sachin Tendulkar en tener su biografía publicada por Kraken Opus, King Khan: The Official Opus of Shah Rukh Khan.
Formó parte del equipo de comentaristas en hindi de Star Sports el 23 de marzo de 2016 en el partido de la India vs Bangladés por el ICC World T20 2016 realizado en su país. Estuvo al aire durante los primeros 30 minutos, durante los cuales habló sobre la importancia del deporte en la sociedad y para la juventud en la India.
En diciembre de 2016, la versión india de GQ publicó una historia de portada sobre Shahrukh Khan llamada «The Khan Academy», una referencia a Khan Academy, una organización sin fines de lucro estadounidense de Salman Khan. En el artículo, el actor se refiere a los medios sociales como «ese miembro inapropiado de la familia que siempre estás callando porque están siendo ofensivos». En abril de 2017, el artista dio un discurso en la conferencia TED y se convirtió en la primera personalidad de Bollywood en hacerlo.

## Premios
Shahrukh Khan es uno de los actores de Bollywood más condecorados. Ganó 14 premios Filmfare de 30 nominaciones, que incluyen ocho por mejor actor; está empatado con Dilip Kumar en la mayor cantidad de victorias de la categoría. Recibió el premio Filmfare al mejor actor por Baazigar (1993), Amor contra viento y marea (1995), Dil To Pagal Hai (1997), Algo sucede en mi corazón (1998), Devdas (2002), Swades (2004), Chak De! India (2007) y Mi nombre es Khan (2010). En una ocasión consiguió tres nominaciones de las cinco totales en la categoría de mejor actor de Filmfare.
A pesar de que nunca ganó un National Film Award, el Gobierno de la India le dio el Padma Shri en 2005. El Gobierno de Francia le otorgó tanto la Orden de las Artes y las Letras (2007) y su más alto honor civil, la Legión de Honor (2014). Recibió cinco títulos de doctor honoris causa; el primero de la Universidad de Bedfordshire en 2009, el segundo de la Universidad de Edimburgo en 2015, el tercero de la Universidad Nacional Urdu de Maulana Azad en 2016 y los últimos de la Universidad de Law y la Universidad La Trobe en 2019.